# 다유

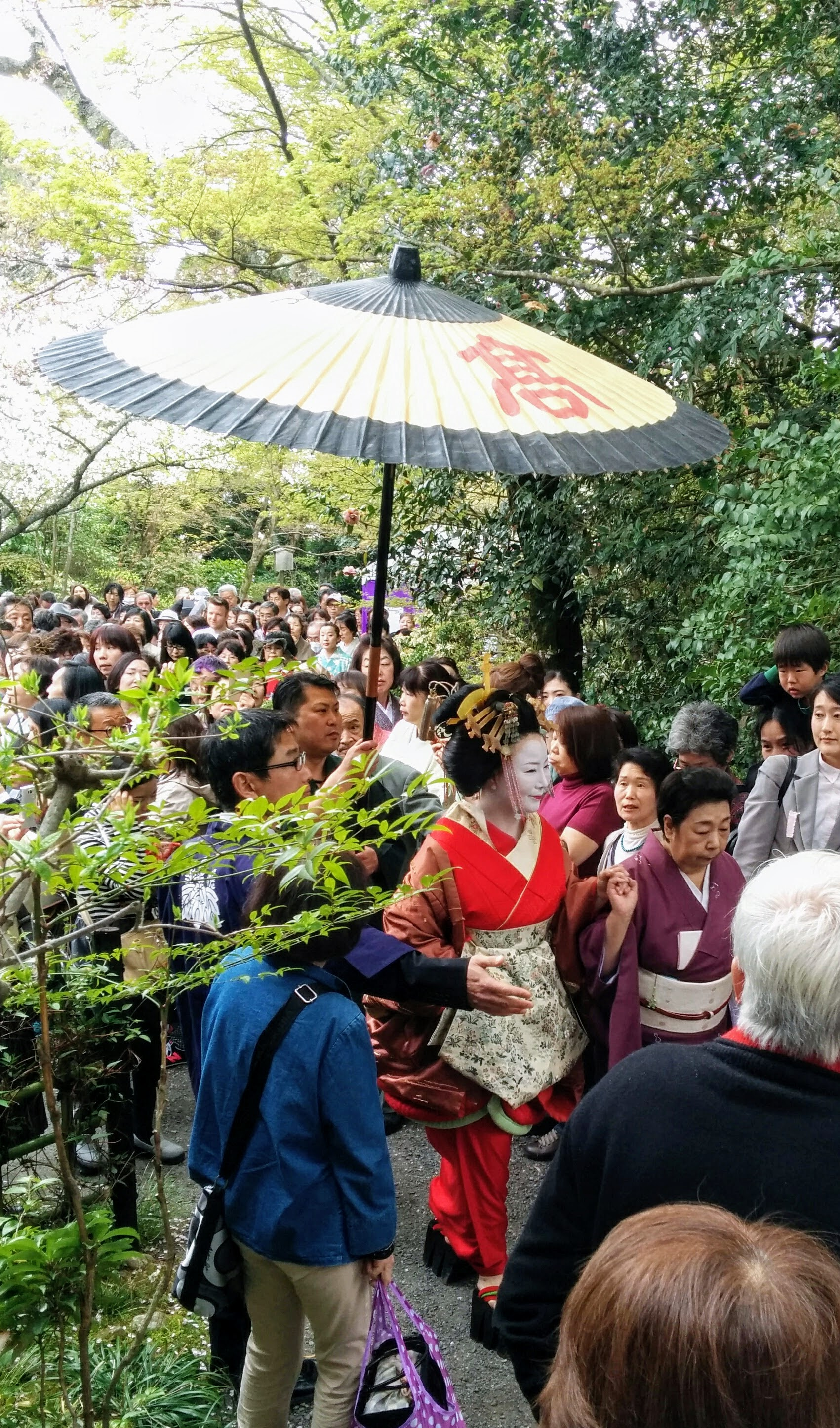
시마바라의 기사라기 다유

다유(일본어: 太夫)는 유녀, 게이샤의 위계 중 최고위이다.

## 역사
유녀, 게이샤에 있어서 타유의 칭호는 에도 시대 초기에 탄생하였으며, 당시에는 여자 가부키가 성행하여 예술자 배우가 "타유"라고 불린 것이 시초라고 한다.
이윽고 유곽이 정돈되고 유녀 계급제가 확립되어, 미모와 교양을 겸비한 최고위의 유녀에게 주어져, 교토의 시마바라, 에도의 요시와라, 오사카의 신마치, 나가사키의 마루야마에 배치되게 되었다.
주로 공가, 다이묘, 하타모토 등 상류층을 상대로 하여 (마루야마에서는 중국인, 네덜란드인도), 요시노 다유, 유기리 다유, 다카오 다유 등 (칸에이 3명기)가 배출되었다.
그러나, 타유를 상대하기 위해서는 고액의 비용이 필요하게 되어, 에도에서는 호레키 연간에 요시와라에서 타유가 소멸하고, 대신 산챠(散茶)라 불리는 유녀가 오이란(花魁)이라 불리게 되며 그쪽이 주류가 되었다. 한편, 교토와 오사카에서는 "타유"의 이름은 남아, 일명 "콧타이"로 불리게 되었다.
시대의 변천을 거쳐, 2017년 기준 현재 시마바라에 타유는 5명이 재적하고 있다.

## 같이 보기
- 가가이
- 유곽
- 오이란
- 시마바라 (교토)
- 신마치 유곽
- 요시와라 유곽
- 마루야마 (나가사키시)
- 쓰지 (나하시) - 류큐ㆍ오키나와 관허의 유소. 쥬리 (오루이) (유녀ㆍ게이샤)가 다수 있었다. 독특한 관례와 문화가 있었다
- 가센 - "타유"와 동격인 예교양과 격식, 품격을 지닌 자로 꼽혔던 "삼국소녀랑"의 여류배우
- 기녀
- 기생
- 고우메 다유